# Itbayat
Itbayat est une île de la mer de Chine méridionale et une municipalité de province de Batanes, aux Philippines.
Sa population est de 2 988 habitants. Elle est subdivisée en 5 barangays.